# Marcello Ferrada de Noli
Marcello Vittorio Ferrada de Noli, född 25 juli 1943 i Copiapó i Chile, är en svensk professor emeritus i folkhälsovetenskap med inriktning epidemiologi, samt medicine doktor i psykiatri vid Karolinska Institutet. Han har även forskat vid Harvard Medical School, där han publicerade sina mest citerade rön. Ferrada de Noli är även författare och konstnär.
Marcello Ferrada de Noli har också blivit känd för sitt offentliga ställningstagande i en rad mänskliga rättighetsfrågor. År 2014 grundade han människorättsorganisationen Swedish  Doctors for Human Rights (SWEDHR). År 2015 grundade han tidskriften The Indicter, innehållande geopolitisk och mänskliga rättighetsfrågor. 

## Forskning
Under sin tid som Research Fellow vid Harvard Medical School publicerade han flera vetenskapliga upptäckter, om samband dels mellan självmord, etnicitet och psykiskt trauma, och dels mellan negativa socioekonomiska indikatorer och ökade självmord. Han var också den första att beskriva fenomenet överrepresentation av invandrare i svensk självmordsstatistik.  Ferrada de Nolis upptäckter har benämnts ”pionjärbidrag till epidemiologisk forskning”. Tidningen Il Foglio (Italien) nämnde honom 2020 som ”celebre epidemiolog” och La Tercera (Chile) som  "mångbegåvad akademiker".
Han var universitetsprofessor huvudsakligen i filosofiska och psykologiska ämnen i sitt hemland innan han kom till Italien och Sverige som politisk flykting efter Pinochets militärkupp i Chile. I Sverige han började 1980 forskarutbildning i praktisk filosofi vid Stockholms universitet, som han avbröt 1984 för att fortgå forskningsutbildning i tillämpad psykologi vid Lunds universitet. Efter att ha kompletterat samtliga kurser och prov till doktorsexamen i och inlämnat sin avhandling i Lund 1991, började han som forskningsassistent i psykiatri vid Karolinska Institutet. Han blev medicine licentiat i psykiatri 1994 och medicine doktor i samma ämne 1996.
Han var professor i Norge 1998 och blev 2000 professor i epidemiologi vid Högskolan i Gävle. Från 2013 delade han sin professur i Gävle med Karolinska Institutets folkhälsovetenskapliga institution. Innan han lämnade sina akademiska aktiviteter i Sverige 2008 ledde han forskarlaget för internationell och transkulturell skadeepidemiologi vid Karolinska Institutet. 
Ferrada de Noli har även haft uppdrag som vetenskaplig ledamot (ersättare) i Regionala Etikprövningsnämnden i Uppsala 2004–2012. Som professor emeritus fortsatte han med epidemiologiskt rådgivningsuppdrag vid Stockholms universitet, immunologi (WGI) till 2011. Vid 2023 hade hans verk citerats i 2 810 artiklar och böcker.

## Biografi
Ferrada de Noli föddes 25 juli 1943 i Copiapó i Chile, är av italienskt ursprung och direkt ättling till Antonio de Noli av den adliga familjen  Noli. Hans far var arméofficer och egenföretagare och hans mor professor vid Universidad de Concepción. Marcello Ferrada de Noli har varit gift med läkaren Susanne Rikngskog och har sju barn, bland andra Caroline Ringskog Ferrada-Noli och Nicholas Ringskog Ferrada-Noli. Deras son Christopher dog vid 18 års ålder i en trafikolycka i Edinburgh, Skottland. Ferrada de Noli är numera bosatt i Italien.
Ideologiskt hade Ferrada de Noli i sin ungdom en klassiskt liberal syn, som under universitetsåren gick över i mer radikala vänster-liberala positioner. Politiskt han betraktas som vänsterliberal. Han studerade först filosofi och juridik vid Universidad de Concepción, men efter hand tog politiken allt större fokus. I 1965 han var en av grundarna till vänstermotståndsrörelsen Movimiento de Izquierda Revolucionaria (MIR), en politisk-militär organisation  som efter statskuppen 1973 skulle komma att utpekas som ett huvudmål för Pinochets repression. Där var han medförfattare till MIR:s politisk-militära teser, det första strategiska dokumentet som godkändes vid organisationens grundandekongress. Han tränades i gerillakrig i Kuba 1964 och träffade där Che Guevara.
I 1969 var han en av de 13 ledarna i MIR som fick en arresteringsorder som utfärdades av den kristdemokratiska regeringen ledd av Eduardo Frei i samband med bannlysningen av MIR och åtalet för subversiv verksamhet. Ferrada de Noli greps i La Florida, 4 augusti 1969. Han skickades först till en av säkerhetspolisens förhörsanläggningar där han utsatts för tortyr och hölls sedan ”strikt isolerad” i Concepcións fängelse. År 1970 hade han lyckats lämna landet, och ta sig till England där han studerade konsthistoria. När Salvador Allende i november samma år valdes till president i Chile kom Ferrada de Noli tillbaka som professor i psykologi vid Universidad de Chile i Arica. Därefter var han fram till militärkuppen i Chile 1973, professor i psykosociala metoder och sociologisk analys vid institutionen för sociologi, Universidad de Concepción, samt i konsthistoria vid konstvetenskap institutionen på samma universitet. Under MIR:s motstånd till militärkuppen blev Ferrada de Noli återigen tillfångatagen (se nedan).

## Motståndsrörelsen

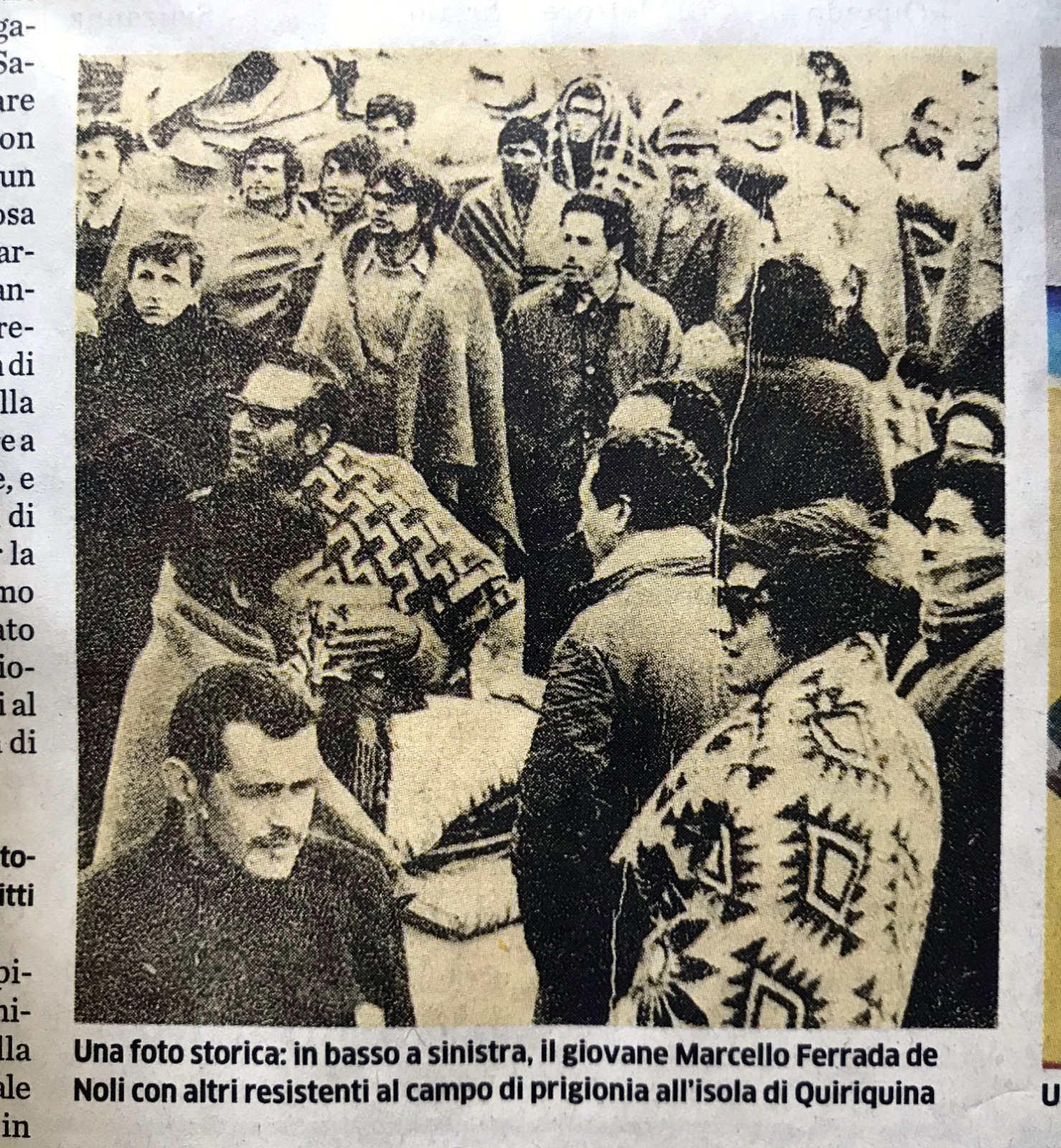
Marcello Ferrada de Noli, fånge på ön Quiriquina i Chile, 1973. Bilden från L'Eco di Bergamo 2019-01-20.

I sin bok "Story of a Death Foretold: The Coup against Salvador Allende, 11 September 1973", uppger historikern Oscar Guardiola-Rivera att Ferrada de Noli tillsammans med andra medlemmar i MIR "inledde motståndsoperationer natten till den 11 september i staden Concepción". Ferrada de Noli deltog i de väpnade sammandrabbningarna i centrala Concepción.
Motståndet i slogs omedelbart ned och efter den fruktlösa insatsen tillfångatogs Ferrada de Noli. Han hölls fången först på fotbollsstadion och därefter i ett fångläger på Isla Quiriquina utanför Concepción. På ett foto på första sidan i tidningen La Tercera visas han upp bland fångar på Quiriquina som beskrivs som "extremister som har attackerat militärstyrkorna med eldvapen". Så fort han släpptes ur fängelse förvisades han från landet och kom 1974 till Italien. 

### Andra exil i Europa
I Italien medverkade Ferrada de Noli som vittne vid Russelltribunalen om brott mot mänskliga rättigheter under Augusto Pinochets militärdiktatur. Därigenom kom han i kontakt med Amnesty International. Dagens Nyheter, som kallade honom "Den sedan många år vänsterliberale", skrev (2003) ”en av grundarna av den vänsterradikala och militanta rebellrörelsen MIR i Chile...kom som politisk flykting efter sitt aktiva motstånd mot militärjuntan i Chile”.
Ferrada de Noli kom till Sverige senare i 1974, sökte asyl men fick avslag av Stockholmspolisen (på grund av en "internationellt känd” belastning som motståndsman), Efter insatser av Amnesty International och advokat Hans Göran Franck fick han dock status som Genèvekonvention-flykting. Han blev svensk medborgare i 1979. I Sverige fortsatte han sitt arbete till stöd för den chilenska motståndsrörelsen, bl a som ansvarig för MIR:s underrättelseverksamhet i kampen mot Operation Condor i Skandinavien. Under 1980-talet var Ferrada de Noli verksam som psykoterapeut för flyktingar i Stockholm och Sollentuna kommun, och medverkade även yrkesmässigt som volontär inom Röda Korset och andra frivilligorganisationer som tog hand om torterade flyktingar. År 1998, under sin tid som professor i Norge, polisanmälde Ferrada de Noli Augusto Pinochet som för tillfället befann sig i London Han krävde offentlig att de nordiska regeringarna skulle agera för Pinochets utlämning, och att han skulle ställas inför rätta för brott mot mänskliga rättigheter "för att rättvisa nu skipas en gång för alla".
Marcello Ferrada de Noli har verkat som debattör på opinionssidorna i svensk press såväl som i TV. År 2005 grundade han bloggen Professorsblogg med inriktning mot mänskliga rättigheter. Detta var Sveriges första blogg som publicerades av en professor. Där framförde Professor de Noli (2009) tesen att kulturell rasism kan vara ett uttryck för såväl ideologiska som ”undermedvetet affektiva tillstånd” och inte bara ”biologisk-etniska rasistiska inställning”.
Ferrada de Noli har vidare publicerat böcker  och hundratals artiklar om Assange-fallet, och mellan 2011 och 2017 vidarebefordrade WikiLeaks flera av hans artiklar via sin sida.

## Kontroverser
I en debattartikel om utbrändhet (DN, 20 oktober 2000) sa Ferrada de Noli bl a att många kvinnors dubbla ansvar  i arbete och hem möjligen skulle kunna förklara symptomen. Statsrådet Mona Sahlin svarade i Expressen (21 oktober 2000) att professorns tes var ”minst sagt, en förolämpning”. Debatten kring hans kritik mot diagnosen utbrändhet löpte över flera år i Läkartidningen och svenska media.
År 2013 kom Ferrada de Noli i ordväxling med Carl Bildt på Twitter på temat Edward Snowdens fall i USA. Ordfejden kom sedan att analyseras i en akademisk uppsats.
År 2017, efter en attack mot byn Khan Sheikhoun, Syrien, skrev DN att SWEDHR ”påstår att uppgifter om kemgasattacker i Syrien är en bluff”. Det visade sig dock att SWEDHR-analysen av Ferrada de Noli, som DN:s artikel refererade till avsåg ett påstående av organisationen Vita hjälmarna om en attack två år tidigare i Sarmin (Syrien, 2015) – vilket DN därefter bekräftade i mejl till SWEDHR. DN vägrade dock publicera ett genmäle i tidningen. DN skrev även att Ferrada de Noli sagt i rysk TV att ”det är troligt att rebeller ligger bakom kemgasattacker i Syrien”.
En artikel av Ferrada de Noli i The Indicter (2017) med hans kritiska analys av en OPCW:s rapport om kriget i Syrien lades fram i FN:s säkerhetsråd, efter begäran Rysslands FN-ambassadör, vilket kommenterades i DN och Expressen.
Den ovan nämnda DN-publikationen hänvisade också till att Ferrada de Noli i The Indicter hade signalerat att den första Ulraine Juntan (inrättad 2014) "styrs av fascister": Men i sin artikel refererade De Noli till juntamedlemmen som var ledare för Svoboda (tidigare Ukrainas Socialnationalparti). Därefter placerades Ferrada de Noli på Myrotvorets, en ukrainska registret över "Ukrainas fiender".
I en intervju i italienska Quotidiano Nazionale (it) (20/5/2017) sa han att enligt skadeepidemiologisk bedömning, stämde inte det antal dödsfall som rapporterats av Vita hjälmarna. Ferrada de Noli skrev senare i Expressen att han baserade sitt svar till DN på uppgifter publicerade tidigare i New York Times samt i en FN-rapport. Han har även påpekat att USA:s dåvarande försvarsminister James Mattis i februari 2018 uppgav till CNN att USA inte hade några bevis för saringasattacker utförda av Assads styrkor och att även Frankrikes försvarsminister sagt detsamma angående klorattacker i Syrien. DN:s uppgifter ovan (2017) reproducerades ändå av TT och sedermera i många av Sveriges större tidningar, samt i Le Figaro, Der Spiegel, Huffpost, etc. Ferrada de Noli svarade på de internationella artiklar i The Indicter. Ferrada de Noli blev därefter inbjuden av den schweiziska pressklubben i Genève för att presentera sin utredning. 
DN:s uppgifter fortsatte dock att cirkulera och användes i polemik mot Ferrada de Noli av t ex Patrik Oksanen, Anders Lindberg (2020) och Martin Kragh (2017–2020) som ockaå fick svar av Ferrada de Noli. När professor Cecilia Söderberg-Naucler vid Karolinska Institutet bedömde att en av  Ferrada de Nolis artiklar om Covid-pandemin i Sverige hade ”korrekt innehåll”, kallade Anders Lindberg den bedömningen ”djupt missvisande” eftersom den ”var författad av Marcello Ferrada de Noli, alltså samma person som intervjuats i rysk TV för att påstå att Syrien inte använd kemiska vapen”. Professor Söderberg-Naucler bekräftade senare vid en intervju i Aftonbladet att "jag står fortfarande bakom innehållet", "artikelns innehåll var korrekt". De Noli replikerade Lindberg genom en ytterligare artikel som han publicerade i RT.
År 2019 kritiserade Ferrada de Noli öppet Rysslands och USA:s veto i FN:s säkerhetsråd mot en resolution som ville stoppa Turkiets invasion i kurdstyrda Rojava. 2022. 
I en intervju i den italienska tidningen L'Eco di Bergamo i januari 2019 fick Ferrada de Noli förklara varför han nominerade Julian Assange och Edward Snowden till Nobels fredspris, istället för att betrakta deras handlingar som illegala. Han svarade: ”Enligt internationell rätt är det det som Assange har fördömt som i stället borde betraktas som kriminellt”. Ferrada de Noli har återigen nominerat Asange till Nobels fredspris 2023. I ett brev publicerat i The Lancet 2019, utkrävde Ferrada de Noli tillsammans med andra doktorer att Australiens regering skulle agera för Assanges frihet.

## Corona-pandemin
I egenskap av professor emeritus i epidemiologi har Marcello Ferrada de Noli uttalat sig kritiskt mot de åtgärder som utfärdades i Sverige för att möta Covid-19-pandemin. Näringslivets medieinstitut (NMI) nämnde honom bland de tio epidemiologi professorer som hade messt mediemedverkan under pandemins inledande år 2020. Ferrada de Noli opponerade sig mot vad han beskrev som ”flockimmunitetstrategin” (svenska myndigheter förnekade att ha haft en sådan), och i en intervju i juli 2020 deklarerade att istället endast ett nytt vaccin skulle kunna hejda pandemin.
Ferrada de Noli omnämndes i en kulturartikel i Expressen (2020-04-02) som en av tre forskare som utpekades där som ”corona-haverister” för deras ”kritik mot Anders Tegnell och Folkhälsomyndigheten”.  Ferrada de Noli var först att  internationellt uppmärksamma den senfärdiga Covid-19 testningen i Sverige, en brist som ett år senare (2021) av ordföranden i regeringens Coronakommission bedömdes som ”inget annat än ett haveri”. Ferrada de Noli framhävde också tidigt i pandemin det han kallade onödigt höga siffror för Covid-19-döda bland svenska äldre, vilket uppmärksammades i Italien och i intervjuer i både svenska och utländska media. Bristen i åtgärder gentemot äldreboenden i Sverige vid pandemins början blev också föremål i Coronakommissionens kritiska rapport, oktober 2021.
När Ferrada de Noli intervjuades i rysk TV (RT 2020-12-08) om möjliga risker vid Pfizer vaccinprövningar pekade han på behovet av att fastställa vilka faktorer (utöver ålder) som skulle kunna finnas mellan dödsfall bland deltagare i testfasen och de doser som administrerats. Han publicerade därefter intervjun också i sin egen kanal, och postade en länk på Twitter. En tid efter, publicerade SvD en artikel  där Ferrada de Noli kritiserades för att ha dykt upp i rysk tv i syfte att misskreditera västerländska vacciner. SvD transkriberade en text av delen i tweeten men inte länken till själva intervjun, enligt professorns replik till SvD. Ferrada de Noli lämnade in ett klagomål till Pressombudsmannen eftersom han menade att artikeln utelämnade viktig information, bland annat om vad han egentligen talat om med den journalist som skrivit artikeln. Han protesterade också mot det avsnitt i SvD-artikeln där han kritiserades för att ha gett en intervju i rysk tv. Han vädjade att det påpekandet ej instämmer med artikel 19 i FN:s deklaration om de mänskliga rättigheterna om Yttrandefrihet som Sverige har signerats. Pressombudsmannen avslog dock Ferrada de Nolis överklagande.
I november 2020 annonserade Ferrada de Noli sina planer på att med egna medel donera 746 doser av Sputnikvaccin till de äldre som överlevt det första allvarliga pandemiutbrottet i San Giovanni Bianco, Bergamo, som slagits upp stort i ryska media.  Vid den tiden var Sputnik det enda tillgängliga vaccinet på den internationella marknaden. Enligt italienska Corriere della Sera (2020-12-08) blockerade lokala myndigheter Ferrada de Nolis initiativ eftersom Sputnik inte var bland de vacciner som då evaluerades av den europeiska läkemedelsmyndigheten (EMA). Ferrada de Noli hade påpekade 2021 i flera artiklar att EMA då ännu inte prövat Sputnikvaccinet, som han menar var effektivt enligt en publikation i den medicinsk tidskrift Lancet. Han var en av de första att påpeka allvarliga brister i Pfizer vaccinen, vilket uppmärksammades i Svenska Dagbtadet. I november 2021 deklarerade han att ”Om jag fick igenom min vilja skulle jag göra vaccination – med undantag för kliniska fall – obligatorisk för alla medborgare i alla länder”.

## Yttrandefrihet

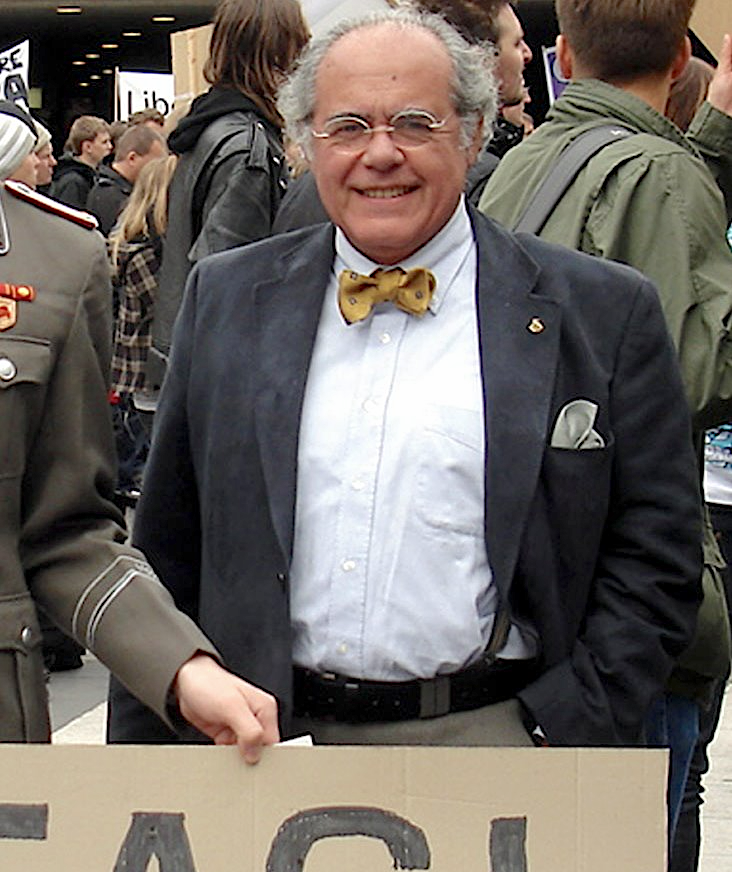
Professorn vid demonstrationen "Hoppet", mot FRA lagen, Stockholm 16 september 2008.

År 2008 började Ferrada de Noli offentligt agera i frågan om yttrandefrihet i Sverige via sin blogg och senare i The Indicter samt i artiklar eller intervjuer i media. Vid i den offentliga debatten kring FRA-lagen var hans åsikt att den var ”ett angrepp från statsmaktenssidan mot yttrandefrihet i samhället”. År 2009 var han bland författarna till en "FRA- motstånds-antologi". Från 2010 följde han upp samma ämne genom att relatera det till behandling av Assange-fallet i Sverige.
Senare utvecklade han sin idé om "yttrandefrihet eller yttrandemöjlighet" (2012). Han menar att yttrandefrihetens huvudproblem, framför allt i fattigare länder, egentligen grundar sig i bristen på socioekonomisk demokrati. Att den fattiga majoriteten, och de som politiskt representerar deras intressen, har små möjligheter att komma in med sina åsikter i etablerad media. Alltså är roten "(i Latinamerika) inte en ideologisk tvist om yttrandefrihet”, utan ”en klassisk klasskonfrontation mellan folket och företagens MSM-värld och deras höga kapitalistiska ägarkoncentration av media”.

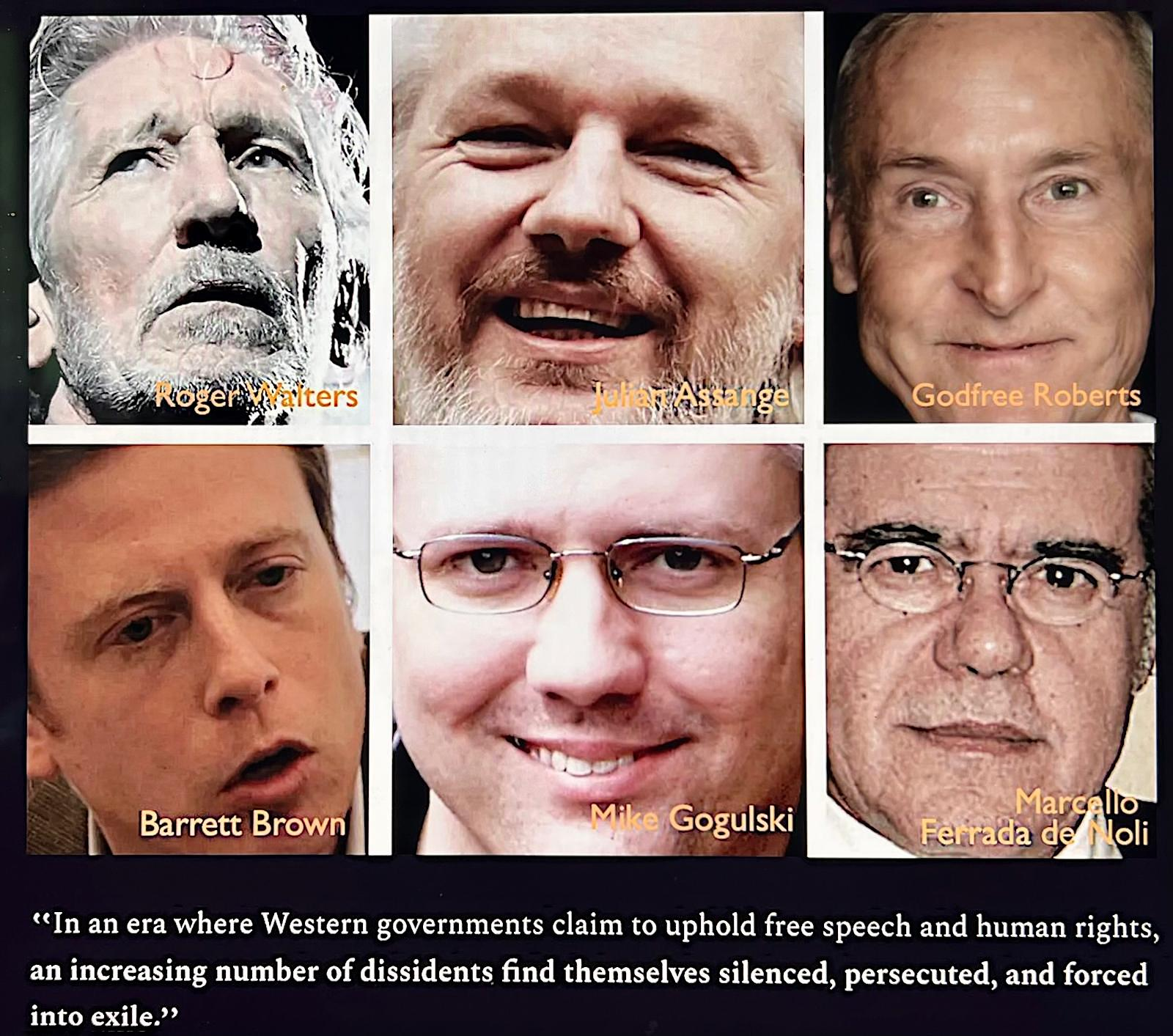
"Världens främsta dissidenter i kampen för yttrandefrihet 2025".

Åren 2017–2018 publicerade DN flera artiklar om Ferrada de Noli och hans organisation SWEDHR, som också fick internationell spridning (se Kontroverser, ovan). Där påpekades bland annat att Ferrada de Noli, efter publiceringen av sina yttranden om gasattacker i Syrien, ”medverkar flera gånger i RT, Sputnik och i nyhetsprogram på ryska kanal 1”. Ferrada de Noli gjorde då flera publiceringar i The Indicter med temat yttrandefrihet, där han talade för akademikers rätt att ge intervjuer om sina teser i media ”från vilket land som helst”, eftersom ”det gäller en rättighet garanterad av internationella avtal som Sverige har signerat” (se nedan). Kritiken ”borde gälla mina tesers innehåll och inte var de hade publicerats”. 
Under senare år har Ferrada de Noli i sina publikationer och inlägg på sociala medier främst fokuserat på yttrandefrihetsfrågor. Han har till exempel riktat stark kritik mot den (EU:s) Europeiska Digital Services Act, och även mot vad han kallar försämringen av europeiska medborgares direkta demokratiska deltagande i geopolitiska beslut av EU-regeringar. Till exempel kritiserade han i en artikel publicerad av den USA-baserade tidskriften Consortium News den svenska regeringen för att inte ha utlyst en nationell folkomröstning i frågan om NATO-deltagande. I sin bok Mänskliga rättigheter för alla (2025) polemiserar han huvudsakligen mot Martin Kraghs tes om "desinformation".
I mars 2025 utsåg två publikationer Ferrada de Noli till en av 25 "Världens främsta dissidenter i exil som kämpar för yttrandefrihet". Andra namn var Edward Snowden, Roger Waters, Julian Assange, m.m.

## Utställningar
Marcello Ferrada de Noli hade sina första utställningar av måleri 1974 i Rom, vid Centro Studi Artistici La Giada, Feltrinelli, och Galleria Moran. På Kulturhuset i Stockholm ordnade Amnesty International 1977 utställningen ”De försvunna” med Ferrada de Nolis målningar med tema fångenskap och tortyr under Pinochets diktatur. År 2004 organiserade den chilenska ambassaden i Stockholm en retrospektiv utställning av Ferrada de Nolis målningar och porträttverk.

## Böcker[145]
- 1962 Cantos de Rebelde Esperanza (poesi) ISBN 978-91-88747-10-5
- 1967 No, no me digas señor (teaterpjäs, Teatro Concepción 1967, publicerad 2015) ISBN 978-91-88747-16-7
- 1969 Universidad y Superstructura (filosofi) University of Concepcion, thesis
- 1972 Teoría y Método de la Concientización (socialpsykologi)
- 1982 The Theory of Alienation and the Diathesis of Psychosomatic Pathology (filosofi, psykiatri)
- 1993 Chalice of Love (filosofi, fiktion) ISBN 978-91-981615-9-5
- 1995 Psychiatric and Forensic Findings in Definite and Undetermined Suicides (epidemiologi, rättspsykiatri), Karolinska Institutet, Dept Clinical Neuroscience, Psychiatry Section, 1995.
- 1996 Posttraumatic Stress Disorder in Immigrants to Sweden (psykiatri),Karolinska Institutet, Dept Clinical Neuroscience, 1996. ISBN 91-628-1984-4
- 2003 Efter tortyr (Contributor author) (tortyr, psykiatri), Centre for Survivors of Torture and Trauma (CTD), Estocolmo. Liber, 1993. ISBN 91-634-0678-0
- 2005 Fighting Pinochet (Testimony, motstånd, historia)
- 2007 Theses on the cultural premises of pseudoscience (epistemologi) ISBN 978-91-88747-05-1
- 2008 Kejsarens utbrända kläder (Epidemiologi, psychiatri) ISBN 978-91-88747-01-3
- 2009 Oxford Textbook of Suicidology and Suicide Prevention, Oxford University Press, 1a ed., 2009. Print ISBN 9780198570059.(Contributor author) (psychiatry)
- 2013 Da Noli a Capo Verde (Contributor author) (historia) ISBN 978-88-8849-82-01
- 2013 Antonio de Noli And The Beginning Of The New World Discoveries (Editor) (Contributor author) (historia) ISBN 978-91-981615-0-2
- 2014 Sweden VS. Assange. Human Rights Issues (Geopolitics, human rights) ISBN 978-91-981615-0-2
- 2018 Aurora Política de Bautista van Schouwen (Book chapter) ISBN 978-91-88747-11-2
- 2018 Con Bautista van Schouwen (Political history) ISBN 978-91-88747-08-2
- 2019 Pablo de Rokha y la joven generación del MIR (Political history) ISBN 978-91-981615-5-7
- 2019 Sweden's Geopolitical Case Against Assange 2010-2019 (Geopolitics, history, human rights) ISBN 978-91-88747-13-6
- 2020 Rebeldes Con Causa (Political history, human rights) ISBN 978-91-981615-2-6
- 2021 Lo Paradojal de la Vida. Reflexiones dialécticas (Philosophy) ISBN 978-91-88747-10-5
- 2021 Los que fundamos el MIR (Political history) ISBN 978-91-88747-19-8
- 2021 Amore e Resistenza (Poetry) ISBN 978-91-981615-5-7
- 2021 La mujer de Walter y otras historias (Fiction) ISBN 978-91-88747-02-0
- 2021 Si Bemol de Combate (Poetry) ISBN 978-91-88747-01-3
- 2021 Esistenza Dialettica (Italian translation of Lo Paradojal de la Vida) ISBN 978-91-88747-27-3
- 2021 Mi Lucha Contra Pinochet (Spanish translation of Fighting Pinochet) ISBN 978-91-88747-91-4
- 2022 Cuando conocí al Comandante Che Guevara y su tesis de Humanismo Socialista (Political history, philosophy) ISBN 978-91-88747-05-1
- 2024 My Road to Malatesta. A left liberal revolutionary dream. ISBN 978-91-981615-4-0
- 2025 HUMAN RIGHTS FOR ALL. In the fighting for Peace, civil rights and freedom of speech. ISBN 978-91-88747-30-3
- 2025 Volver a los diecisiete – Del Diario de Vida de Miguel Enríquez. ISBN 978-91-88747-02-0